# Martin Cromer

Martinus Cromerus

Martin Cromer (poln. Marcin Kromer, * 1512 in Biecz, Kleinpolen; † 23. März 1589 in Heilsberg, Ostpreußen) war Theologe, Fürstbischof von Ermland und Chronist.

## Leben
Martin Cromer hatte einen Vater deutscher Abstammung und wurde in Biecz in Kleinpolen geboren. Er studierte in Krakau und wurde dort Domherr. Später wurde er Sekretär und Reisebegleiter des Prinzen Sigismund und nach dessen Thronbesteigung mit der Ordnung des Reichsarchivs zu Krakau beauftragt.
Martin Cromer wurde geadelt und Gesandter am Hof von Kaiser Karl V., des Papstes, später bei Kaiser Ferdinand I. Er begleitete den Kardinal Stanislaus Hosius zum Konzil von Trient. Kardinal Hosius machte ihn 1569 zum Administrator des Fürstbistums Ermland. Er wurde 1574 Koadjutor und 1579 selbst Fürstbischof von Ermland. Er wurde erst als nicht in Preußen geboren abgelehnt, aber auf päpstlichen Druck wurde ihm das Preußische Indignat (Ius indigenatus) erteilt. Er selbst bezeichnete sich als Einzögling, welcher von Masovien und Polen komme und teildeutschstämmig sei.
Er war einer der gelehrtesten Theologen und der heftigsten Gegner der Reformation. Sein Werk De origine et rebus gestis Polonorum (Basel, 1555) galt als beste polnische Geschichte; sie reicht bis zum Tod von König Sigismund I. und ist in elegantem Latein geschrieben, aber oft unkritisch. Wertvoller ist sein geographisch-statistisches Werk Polonia, sive de situ, populis, moribus etc. Poloniae (Basel, 1586).
Die Predigten des ermländischen Bischofs Hosius und des Martin Cromer sind beschrieben in Die deutschen Predigten und Katechesen der ermländischen Bischöfe Hosius und Cromer von Franz Hipler (Köln 1885).
Cromer zählte mit Hosius zu den bedeutendsten Vertretern des Katholizismus und der Gegenreformation in Polen sowie im preußischen Ermland.

## Schriften
- Martini Cromeri de origine et rebus gestis Polonorum libri XXX – Über die Ursprünge und Geschichte der Polen, in 30 Bänden auf Latein, Polnische Übersetzung im Jahre 1611, (Basel, 1555) (online).
- Polonia, sive de situ, populis, moribus etc. Poloniae. Basel, 1586.

Eine deutsche Übersetzung Beschreibung des Königreichs Polen von Andreas Schott wurde 1741 in Dan(t)zig bei George Marcus Knoch gedruckt:
- Beschreibung des Königreichs Polen. Mit einigen Anmerckungen herausgegeben von Andreas Schott. Dantzig 1741 (online).

Schott widmete das Buch Martin Cromers Bischoffs von Ermland Beschreibung des Königreichs Polen dem Danziger Ratsherrn Valentin Schlieff.